# La Riviere Anglaise
La Riviere Anglaise ou English River é um distrito de Seicheles localizada na região central da Ilha de Mahé com 1.382 km² de área.  
Em 2021 a população desse distrito foi estimada em 3,797 habitantes com uma densidade de 2,747/km², já de acordo com o censo de 2010 a população é de 4,196 habitantes com 2,171 sendo homens e 2,025 mulheres.